# Dicranella polii
Dicranella polii är en bladmossart som beskrevs av Ferdinand François Gabriel Renauld och Jules Cardot 1894. Dicranella polii ingår i släktet jordmossor, och familjen Dicranaceae. Inga underarter finns listade i Catalogue of Life.